# Synagogue de Rumbach utca
La Synagogue de Rumbach utca (en hongrois : Rumbach utcai zsinagóga, en hébreu : בית הכנסת רומבך) est une synagogue située dans le 7e arrondissement de Budapest. Construite entre 1870 et 1873, est une œuvre de jeunesse de l'architecte autrichien Otto Wagner, qui réalisa là sa première commande pour la communauté juive dite statu quo ante (en fait - orthodoxe modérée). 
La façade principale sur la rue, présentant un décor de briques polychromes, est marquée par une inspiration mauresque, avec des tours semblables à des minarets. Cette influence se retrouve dans la salle principale de la synagogue, de forme octogonale, qui est généreusement éclairée par une lanterne octogonale et par de grandes baies circulaires.
Le premier étage comprend une galerie réservée aux femmes, qui s'ouvre sur l'octogone de la salle.
L'influence de différents styles historiques est caractéristique du début de la carrière d’Otto Wagner, qui resta par la suite un homme de transition ou d'évolution plutôt que de révolution.
La synagogue n'est plus active de 1959 à 2021. Elle est récupérée en 2006 par le courant statu quo ante, renouvelé sous le patronage du hassidisme Chabad. Après plus de 6 ans de restauration, elle reprend ses fonctions de synagogue en juin 2021. Elle abrite également un musée et un café.